# Burg Forchtenstein
Die Burg Forchtenstein (ung. Fraknó vára) ist in ihrem Ursprung eine spätmittelalterliche Burg in der gleichnamigen Gemeinde Forchtenstein im nördlichen Burgenland in Österreich.

## Lage
Die Burg steht südwestlich von Mattersburg über dem Wulkatal.

## Geschichte
Der erste Teil der Burg mit dem 50 m hohen Bergfried wurde am Beginn des 14. Jahrhunderts von den Herren von Mattersdorf, die sich später Herren von Forchtenstein nannten, erbaut.
Um 1450 starben die Herren von Forchtenstein in der männlichen Hauptlinie aus und die Burg kam in den Besitz der niederösterreichischen Kammergutsadministration, die sie 170 Jahre verwaltete und unter anderem an die Grafen von Weißbriach und Hardegg verpfändete. Die Feste geriet damals an Erzherzog Albrecht VI. und wurde damit für kurze Zeit zum wichtigen Teil eines kleinen habsburgischen Fürstentums.
In dieser Zeitspanne änderte sich nicht viel an der Burg. Im Jahr 1622 erhielt Nikolaus Esterházy, Stammherr der Forchtensteiner Linie der Esterházy, im Tausch die Burg von Kaiser Ferdinand II., und die Esterházy erhielten den Grafentitel. Nikolaus begann mit dem Ausbau der inzwischen baufälligen Burg zu einer Festung. Er schloss in den Jahren 1630 bis 1634 mit dem Wiener Baumeister Simone Retacco und ab 1643 mit dem Polier Domenico Carlone Arbeitskontrakte über den Neubau der Burg ab. Die Baufachleute waren alle Italiener. Es war ein Großauftrag für drei Kaisersteinbrucher Meister, Ambrosius Petruzzy, Pietro Maino Maderno und Mathias Lorentisch. Kaiserstein wurde für Hauptportale, Brunnen, Kanonenkugeln usw. verwendet.
Sein Sohn Paul baute die Burg in der zweiten Hälfte des 17. Jahrhunderts nach den Plänen des Architekten Domenico Carlone weiter aus, wobei auch auf künstlerische Ausgestaltung Wert gelegt wurde. Aufgrund der vielen Umbauten ist die Burg in ihrem heutigen Umfang eigentlich eine Barockburg. Nach dem Tod Pauls änderte sich der Zweck der Burg. Sie beherbergte die militärische Ausrüstung der Esterházy-Truppen, Beutestücke aus drei Jahrhunderten und eine umfangreiche Porträtsammlung.  In der zweiten Hälfte des 18. Jahrhunderts wurde die Burg von Baumeister Johann Ferdinand Mödlhammer geringfügig erweitert. Dabei wurden der Dachstuhl gehoben und die Innenräume saniert.
Die Burgspiele Forchtenstein fanden von 1954 bis 1983 jährlich auf der Burg Forchtenstein statt.

## Schatzkammer, Sammlungen und Ausstellungen
Die Burg gilt als eine Art Tresor, da bereits Fürst Paul I. in seiner sogenannten Schatzkammer Kostbarkeiten und Raritäten, beispielsweise Uhren, Steinschnittpokale oder Elfenbeinarbeiten gesammelt hatte. Die Räume der Schatzkammer waren nur über einen geheimen und gesicherten Zugang erreichbar und durch an verschiedene Personen ausgehändigte Schlüssel vor unerwünschtem Zutritt geschützt. Selbst in der Besatzungszeit nach dem Zweiten Weltkrieg blieben die Räume unversehrt erhalten. Neben der eigentlichen Sammlung sind auch die Schränke mit den im Original erhaltenen Glasscheiben von Bedeutung (siehe das Foto zur Schatz- und Wunderkammer in der Galerie).
In der Zeit der ungarischen Räterepublik, 1919, wurden von Staatsbeamten rund 280 Objekte aus der Esterházy-Schatzkammer Forchtenstein konfisziert und nach Budapest gebracht, wo sie sich bis heute befinden. Nach dem Ende der Räterepublik wurde vom ungarischen Staat mit Esterházy ein Leihvertrag über diese Objekte geschlossen; da dieser 2019 nach Auffassung der Esterházy-Privatstiftung von Ungarn nicht mehr vollumfänglich eingehalten wird, bemüht sich die Stiftung um die Rückgabe ihrer Objekte.
Die Burg ist im Besitz der Esterházy-Privatstiftung und zeigt neben dem Schloss Esterházy in Eisenstadt die Geschichte und die Schätze des alten Adelsgeschlechtes. Nachdem im Jahr 1921 die Güter der Esterházy in einen ungarischen und einen österreichischen Teil getrennt worden waren, verblieb ein Teil des Archivmaterials in der Burg Forchtenstein und in Eisenstadt, während der andere Teil über Ödenburg und Eszterháza ins Ungarische Staatsarchiv in Budapest gelangte.
Die Esterházy-Schatzkammer ist Europas letzte barocke Kunst- und Wunderkammer an ihrem Originalstandort. Im Jahr 2005 wurde die bis dato exklusive Schatzkammer erstmals regulär für Besucher geöffnet und kann heute im Zuge von Führungen besichtigt werden. Auch andere Ausstellungen zur Burg und ihren Kunstschätzen sowie zu militärischen Gerätschaften und Material – das Zeughaus gilt als europaweit größtes in Privatbesitz – können besucht werden.

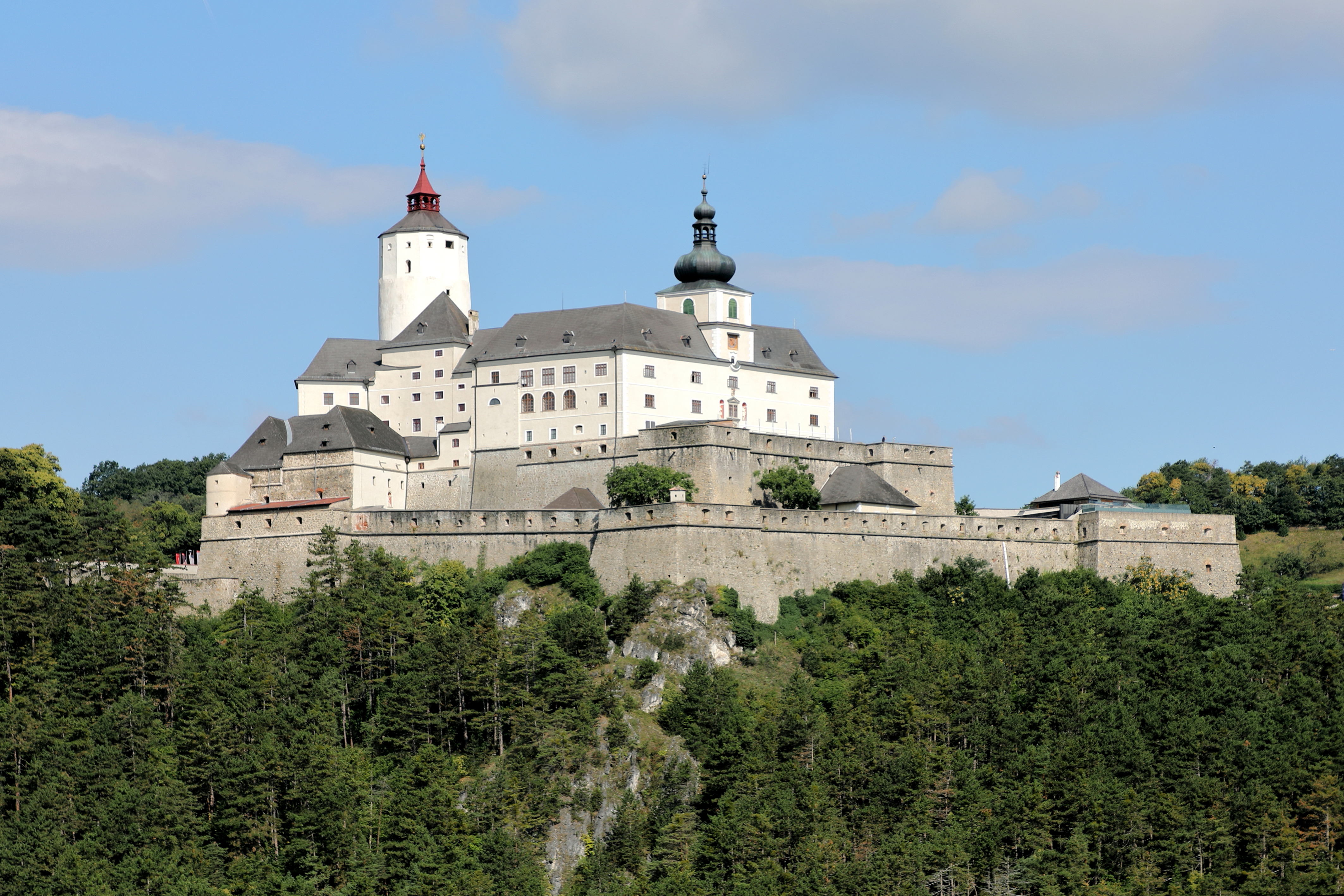
Ansicht von Südost
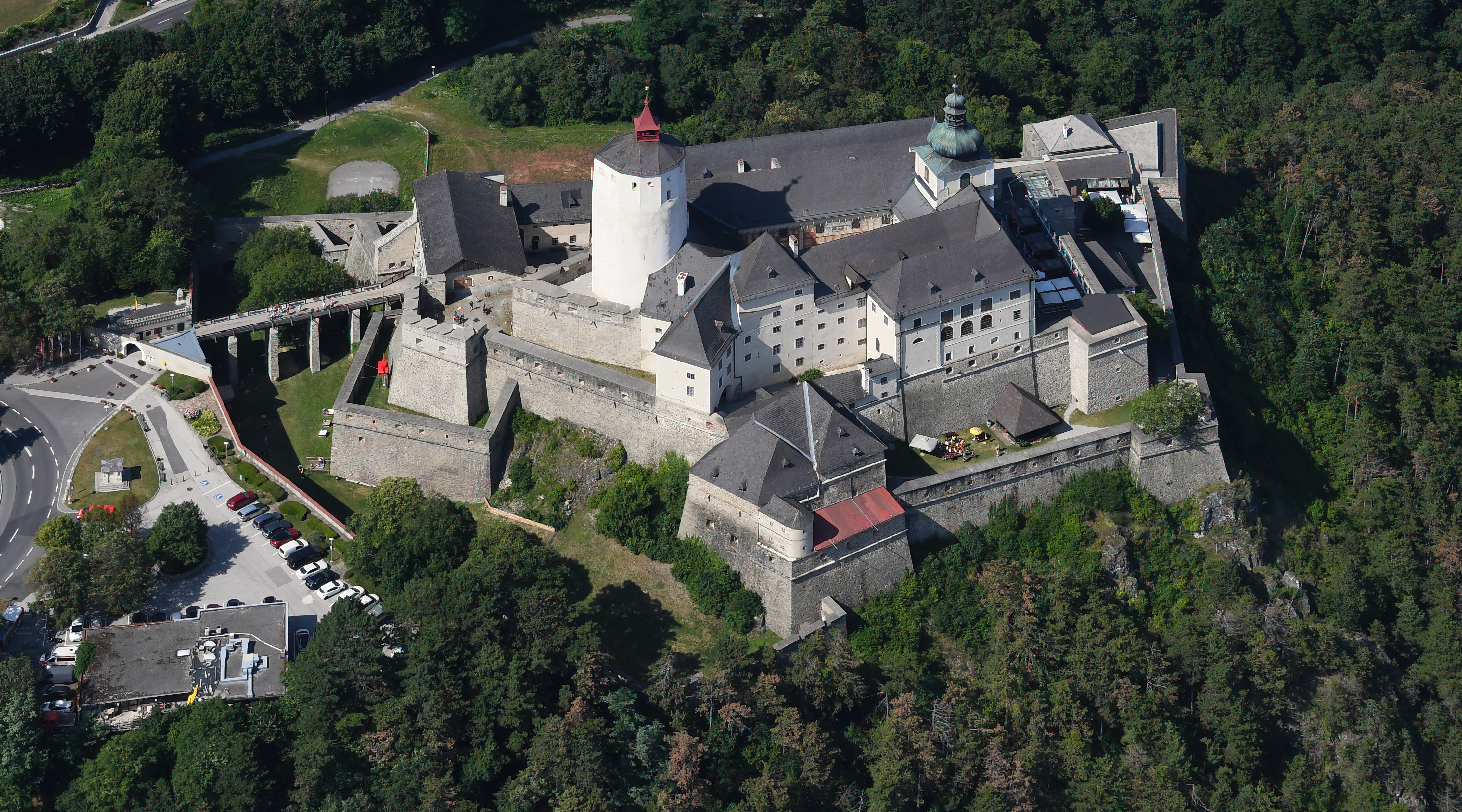
Ansicht von Süden aus der Luft
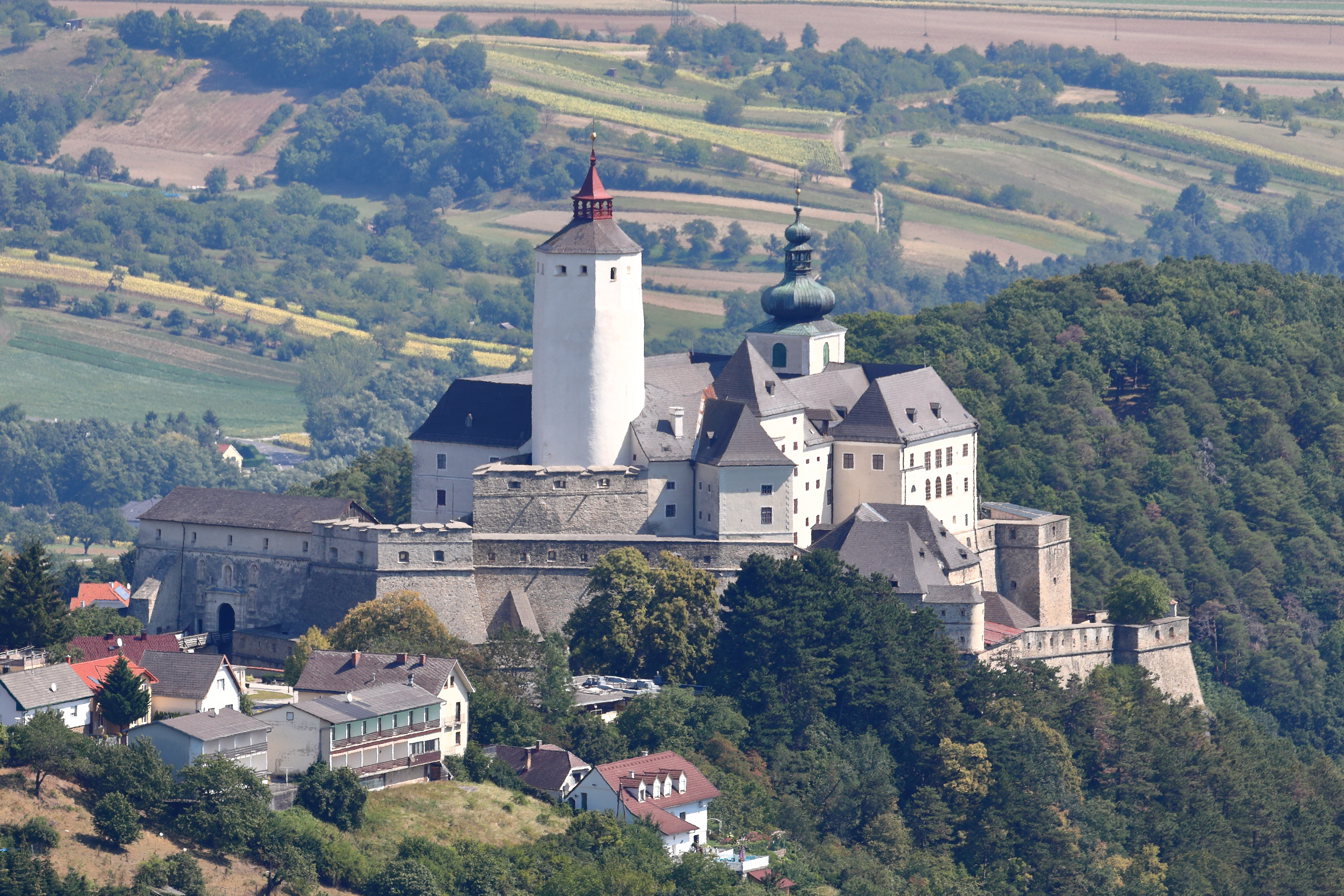
Fernansicht von der Rosalia
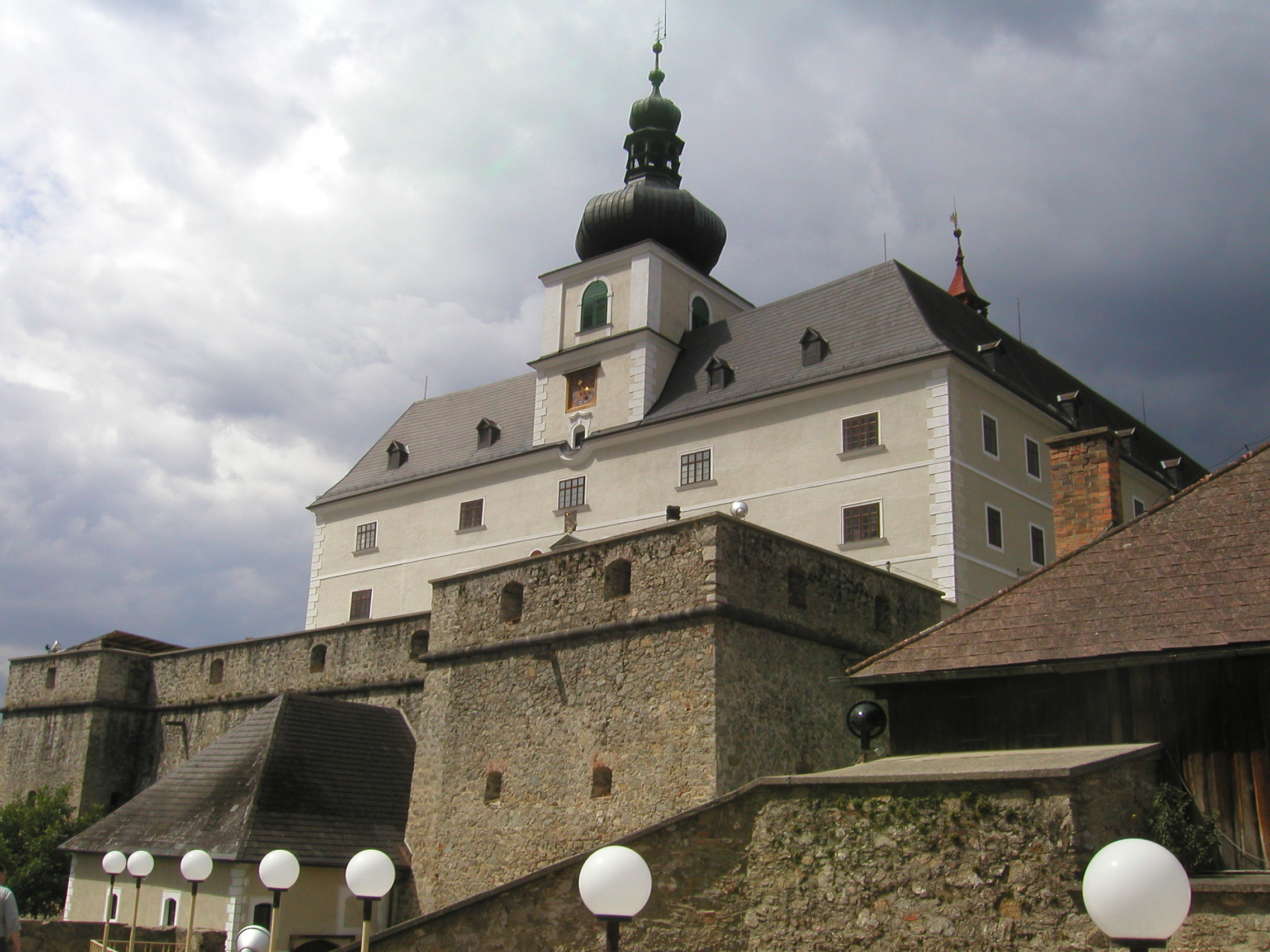
Hauptgebäude
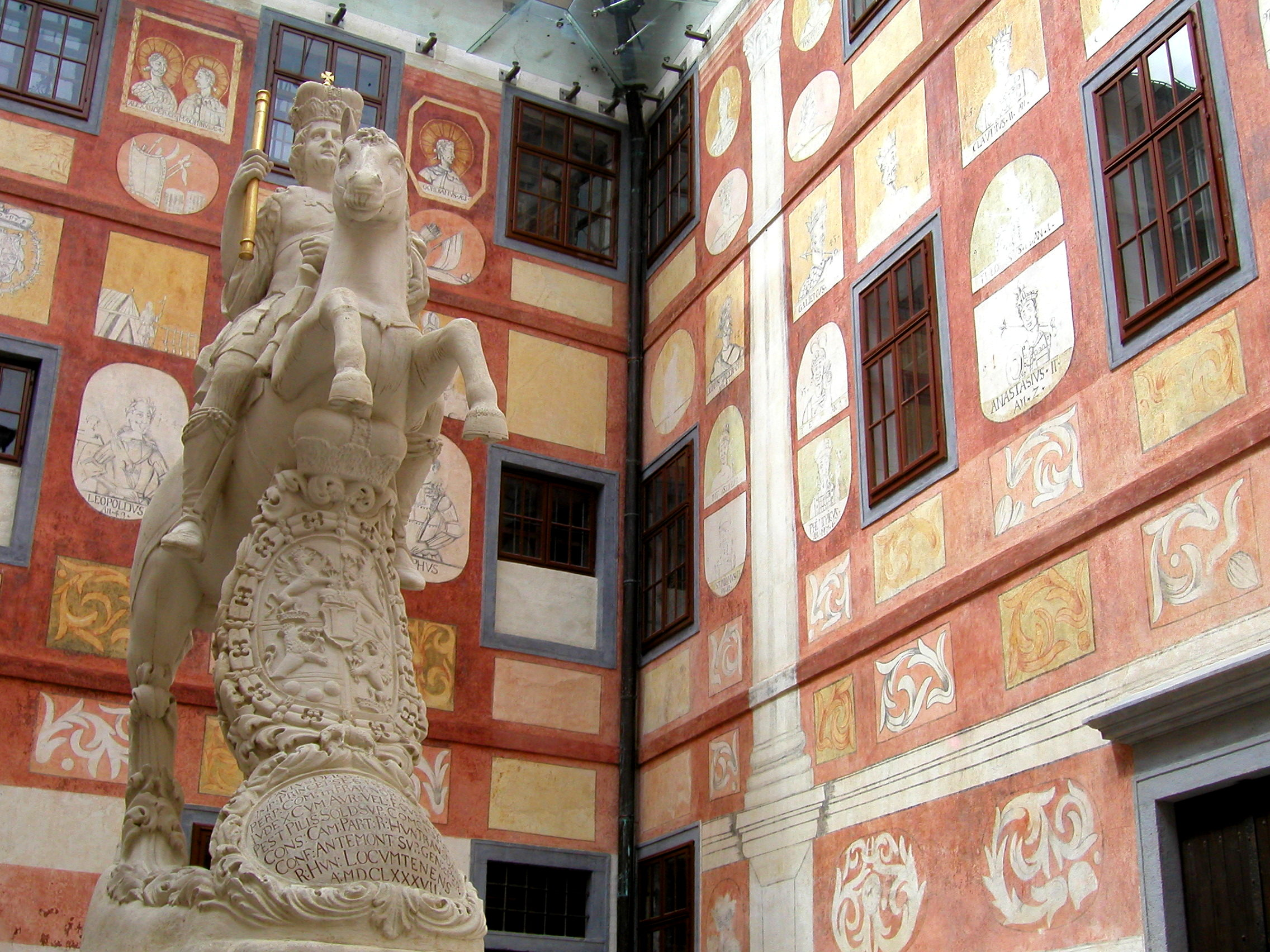
Innenhof mit Fresken
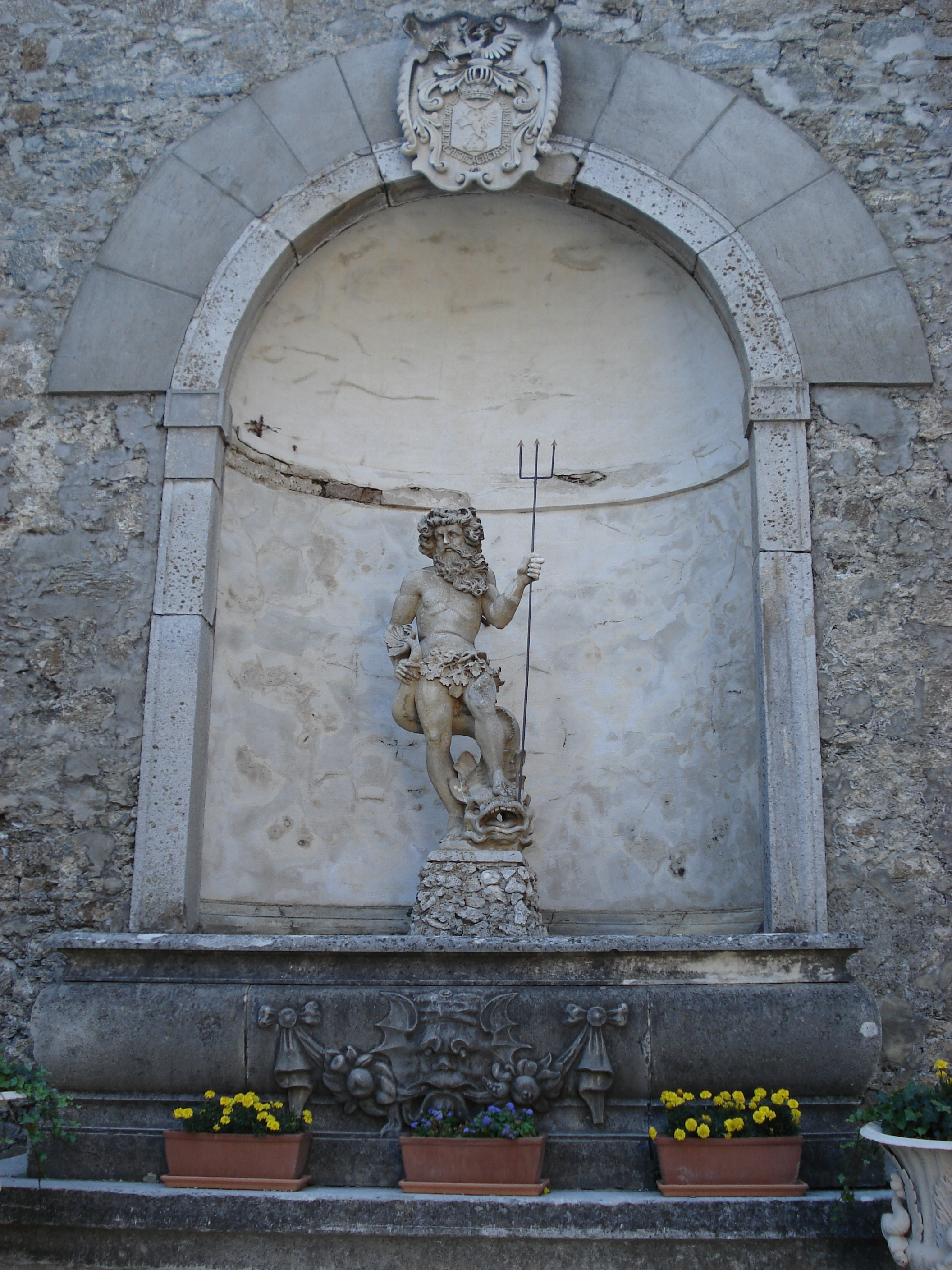
Neptunbrunnen
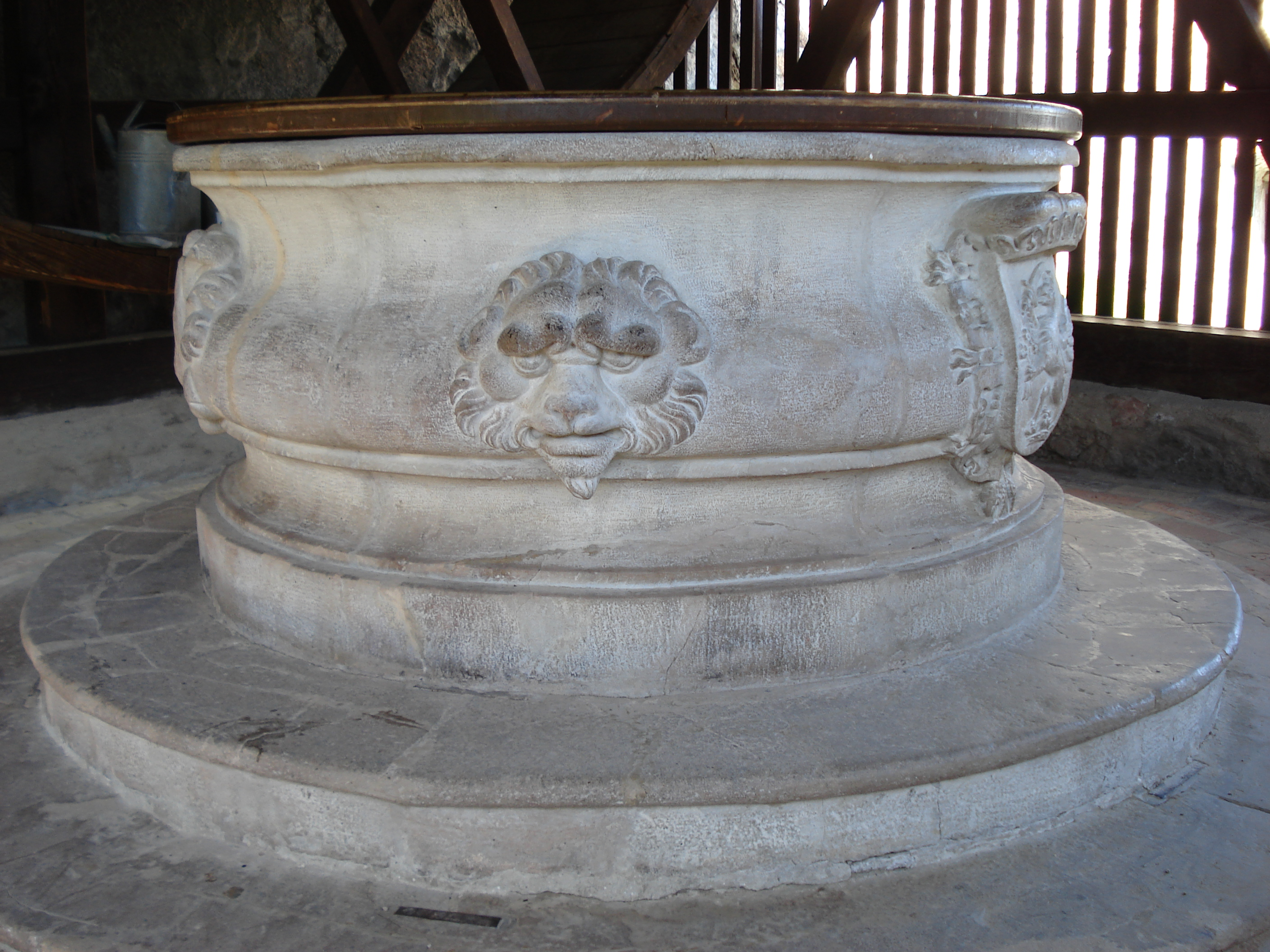
Brunnen, vermutlich aus hartem Kaiserstein gefertigt
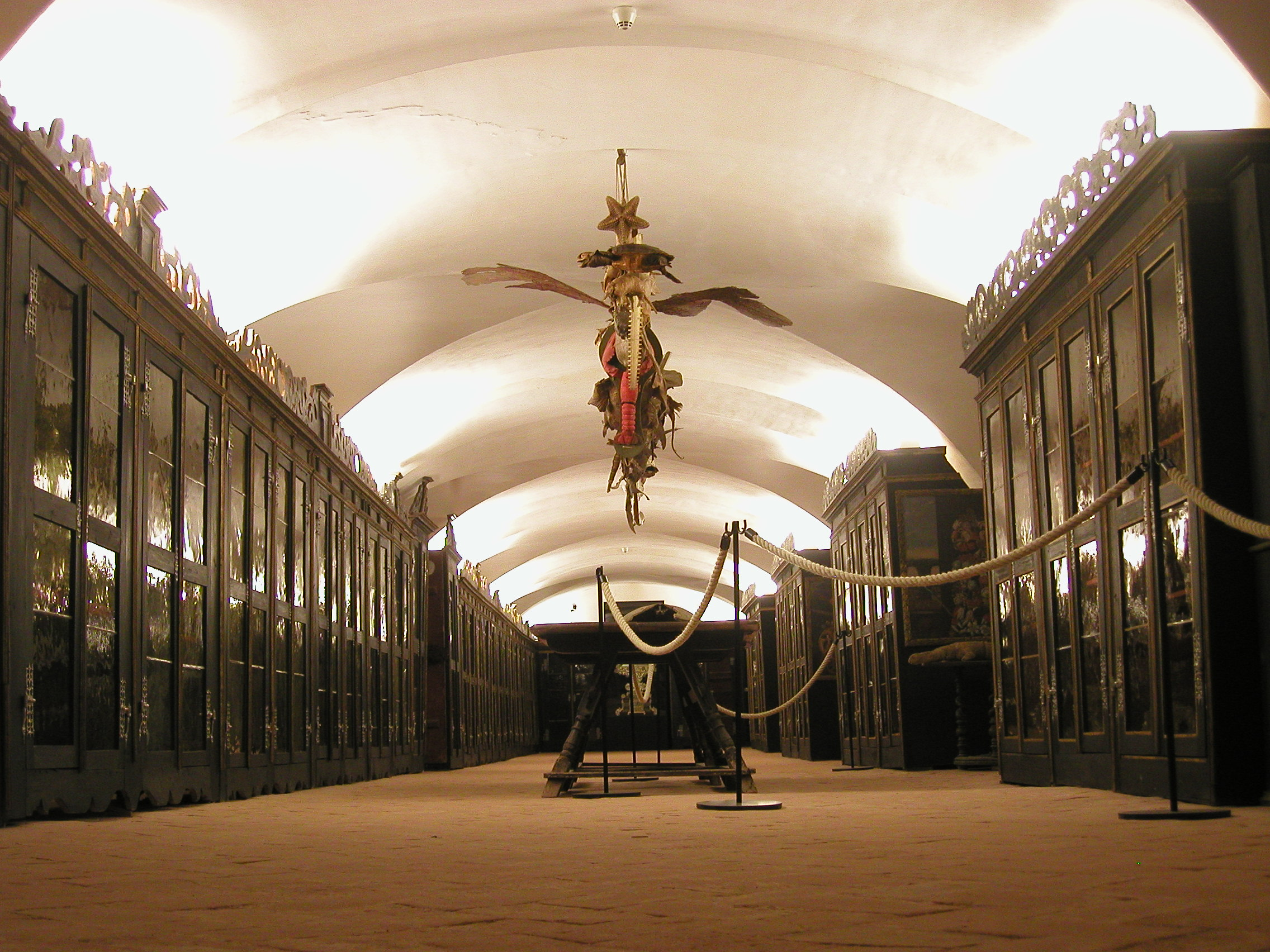
Schatz- und Wunderkammer